# Jörg-Uwe Lütt
Jörg-Uwe Lütt (* 15. April 1964 in Kiel) ist ein deutscher Torwarttrainer und ehemaliger Handballtorwart. Für die deutsche Handballnationalmannschaft bestritt er bis 1990 18 Länderspiele.

## Karriere
Seine Handball-Karriere hatte Lütt beim TSV Altenholz begonnen, bevor er zum THW Kiel wechselte. Dort absolvierte er in zwei Jahren 50 Bundesligaspiele. Anschließend spielte er jeweils zwei Jahre für die TuRU Düsseldorf und die SG Weiche-Handewitt in der Handball-Bundesliga.
1991 wechselte Lütt zur SG VfL/BHW Hameln, für die er bis 1997 177 Spiele absolvierte. In den sechs Jahren beim VfL wurde er 1994 deutscher Vizemeister und stand 1996 im Europapokalfinale um den Euro-City-Cup.
Anschließend wechselte er für vier Jahre zum TSV GWD Minden, bevor er sich der TSV Burgdorf anschloss, mit der er 2005 in die 2. Bundesliga aufstieg. In der Saison 2008/09 spielte Lütt für den HC Empor Rostock. Anschließend wechselte er zum niedersächsischen Oberligisten TS Großburgwedel. Dort beendete er 2014 seine Karriere als Spieler und wurde ab der Saison 2014/15 der Torwarttrainer des Teams.
Dennoch spielte er in der Saison 2014/15 für den Bielefelder Oberligisten TuS 97 Bielefeld-Jöllenbeck.
Trotz seiner defensiven Position auf dem Handballfeld erzielte Lütt in seinen 450 Einsätzen in der Handball-Bundesliga acht Tore. Er ist gelernter Optiker.

## Erfolge
- Militärweltmeister 1984
- Deutscher Handball-Vizemeister 1994 mit dem VfL Hameln
- Europapokalfinalist 1996 mit dem VfL Hameln